# Kachina

Talavaykatsina (Morning Kachina)

Kachina, Katchina oder Katsina bezeichnet in den Kulturen der Hopi, Zuni und anderer Pueblo-Indianer im Südwesten der Vereinigten Staaten drei Erscheinungen: den Geist einer Naturerscheinung in Form eines Tieres, einer Pflanze, eines Ahnen etc., den maskierten Tänzer, der diesen Geist darstellt, und die figürliche Darstellung desselben. Die Schreibweise Katsina stammt aus der Sprache der Hopi. Der Plural Katsinam gilt nur für die Geister und die Tänzer, denn das Pluralsuffix -m ist lebenden Wesen vorbehalten. Katsinam wirken als Vermittler der Gebete der Menschen an die Götter für den in dieser Region wichtigen Regen. Aus diesem Grund werden sie als höhere Wesen betrachtet.

## Formen und Figuren

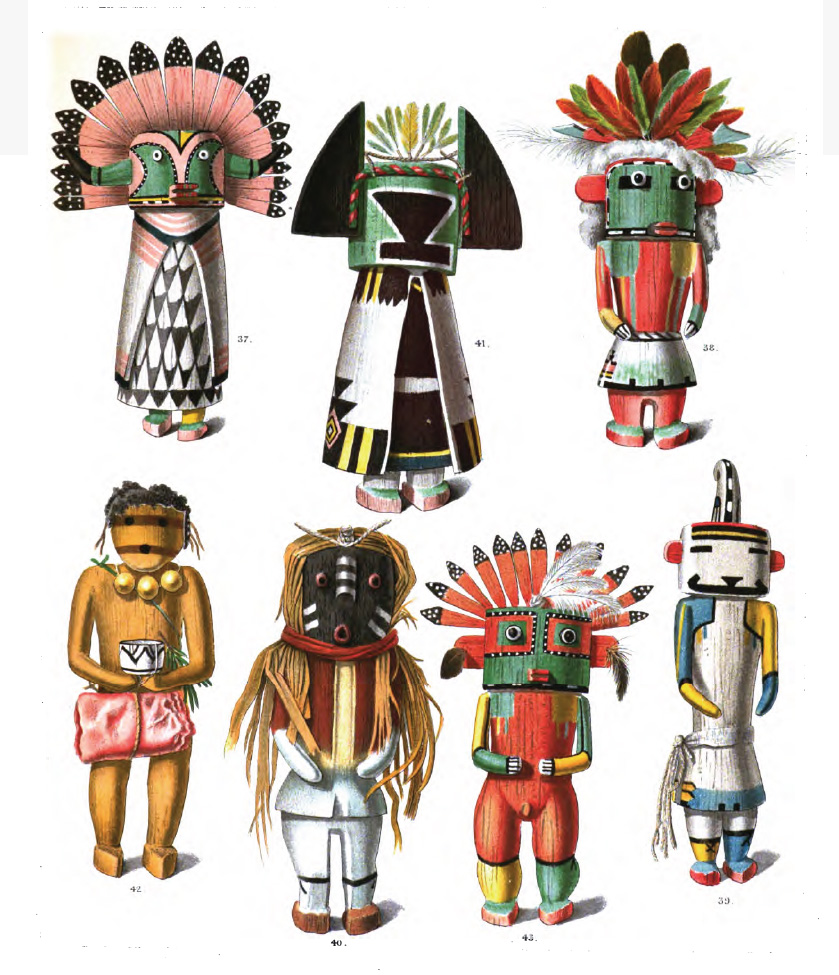
Zeichnungen von Kachinas aus einem 1894 erschienenen Buch

Eine eigene Rolle spielen die Clowns (Tsutskut). Sie können zu allen Gelegenheiten auftreten und unterhalten durch derbe
Späße und Kritik am Verhalten einzelner Dorfbewohner. Der bekannteste Clown ist der von den Zuni übernommene „Schlammkopf“ Koyemsi.
Die geschnitzte Figur heißt Tihu (Plural Tithu). Tithu werden in der Literatur Kachina Dolls (Kachina-Puppen) genannt. Sie werden zu bestimmten Anlässen an die Kinder verteilt, um sie mit dem Aussehen und dem Wesen der Katsinam vertraut zu machen. Die Figuren werden im Haus aufgehängt, die einfachen Ausführungen werden auch als Spielzeug benutzt. Die Anzahl der Katsinam und Clowns der Hopi ist nicht genau anzugeben, weil immer wieder alte Figuren verschwinden und neue eingeführt werden. Frederick J. Dockstader gibt in seinem Buch The Kachina and the White Man die Anzahl mit „etwas mehr als 400“ an. Von manchen Katsinam gibt es nur den Namen in der Literatur.
Bei den Zuni heißen Tänzer und Figur Kokko.
Von den Tänzern und Figuren aus den weiter östlich gelegenen Dörfern (Acoma und Pueblos im Tal des Rio Grande) ist wenig bekannt, da diese stark dem
Missionsdruck der Spanier ausgesetzt waren; daher hielten und halten ihre Bewohner ihre religiösen Feiern im Verborgenen ab.

## Kommerzialisierung
Ab etwa 1900 kam vor allem unter den weißen Touristen ein großes Interesse an den Kachina-Figuren auf, und die Puppen wurden zu begehrten Sammlerobjekten. Aus diesem Grund begannen viele Hopi mit der kommerziellen Herstellung der Figuren, um ihren Lebensunterhalt zu sichern. Auch der Großvater und ein Onkel des Hopi-Künstlers Dan Namingha sind als Schnitzer von Kachina-Figuren bekanntgeworden.
Heute gilt die Herstellung als hohe Form der Schnitzkunst, und die Kachina-Puppen werden auf dem indianischen Kunstmarkt zu Preisen zwischen 500 und 10.000 US-Dollar gehandelt. Die älteren Figuren werden besonders in Frankreich hoch gehandelt. Die höchsten Preise erzielten 1997 und 2006 „Salako Mana“-Figuren, die für je rund 270.000 US-Dollar unter anderem bei Sotheby’s in New York City versteigert wurden.

## Sammlungen

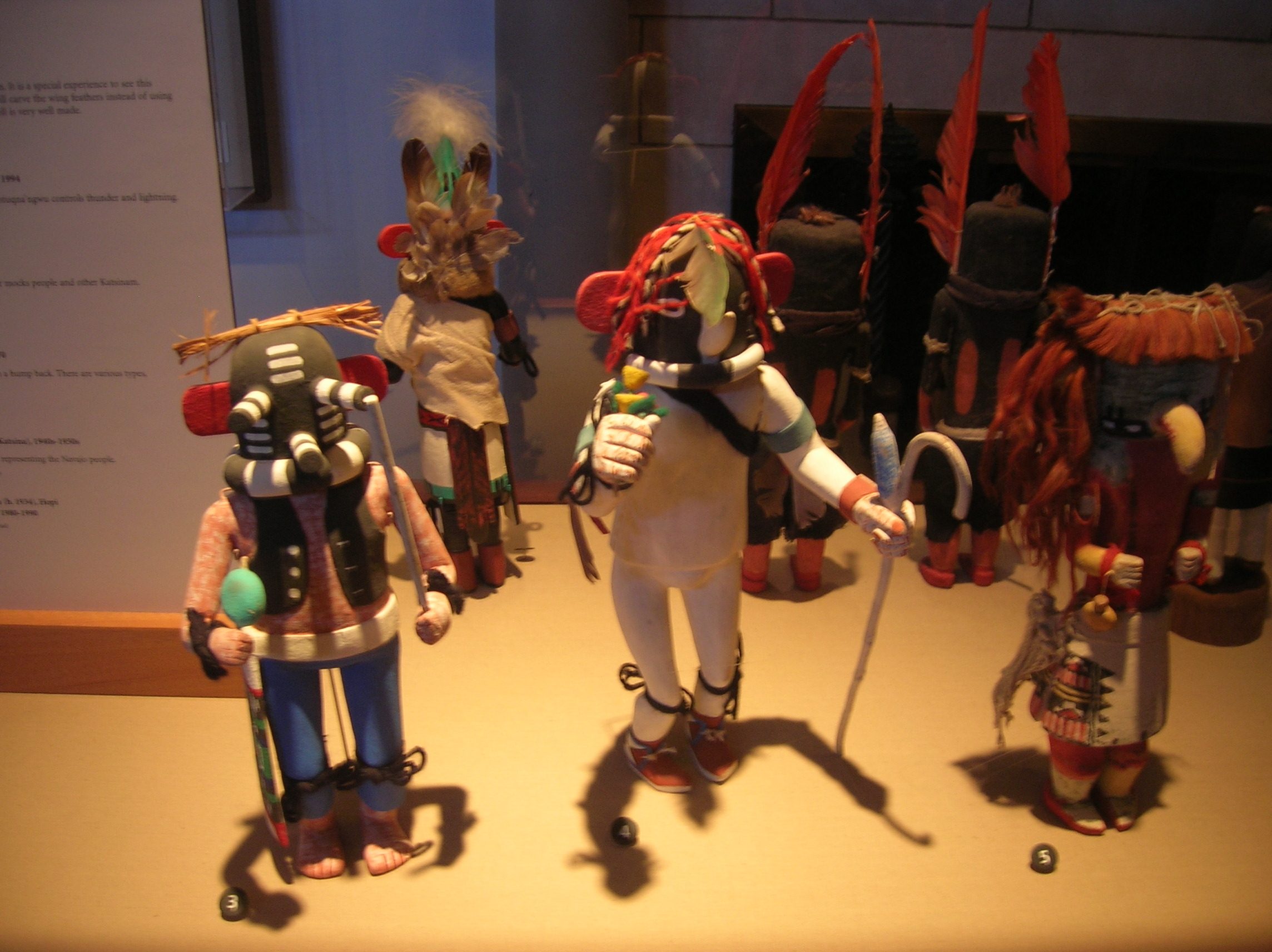
Sammlung von Kachinafiguren im Heard Museum in Phoenix (Arizona)

Die bekanntesten Sammlungen von Kachina-Figuren befinden sich im Heard Museum in Phoenix und im Southwest Museum in Los Angeles. Weitere Sammlungen finden sich im Museum of Northern Arizona in Flagstaff, im Field Museum in Chicago, im American Museum of Natural History in New York City und im Museum of Anthropology in Columbia (Missouri). Bereits 1901 wurde im Berliner Museum für Völkerkunde (heute Ethnologisches Museum) mit der Sammlung dieser Puppen begonnen. Auch Künstler wie Horst Antes, Piero Dorazio, Marcel Duchamp, Max Ernst, André Malraux und Emil Nolde sammelten und malten Kachina-Figuren.